# Das Dreiherrische auf dem Hunsrück
Das sich im 14. Jahrhundert herausbildende Dreiherrische auf dem Hunsrück umfasste die drei Kondominien Beltheimer Gericht, Vogtei Strimmig oder Strimmiger Gericht und Vogtei Senheim, in dem zum Zeitpunkt seiner Auflösung im Jahre 1780 Kurtrier, Pfalz-Zweibrücken und Metternich-Winneburg-Beilstein gemeinsam die Landeshoheit innehatten.

## Geschichte
Alle drei Territorien des Dreiherrischen gehen auf ehemals pfalzgräflichen Besitz zurück, weshalb deren Rechte im Laufe der Jahrhunderte in den späteren Pellenzgerichten immer wieder aufflackern. Die Lehensverhältnisse waren allerdings derart kompliziert und verworren, dass sie mitunter selbst von den damals Beteiligten kaum zu überblicken waren. Das dadurch bedingte Nebeneinander-, Gegeneinander- und Durcheinanderregieren verhinderte zeitweise jahrelang die Rechtsprechung.
Das Beltheimer Gericht war ein Pellenzgericht mit vierzehn Ortschaften, in dem die ursprünglich pfalzgräflichen Lehns- und Herrschaftsrechte im 13. und 14. Jahrhundert auf Kurtrier, die Grafen von Virneburg und regionale Adelsfamilien wie die Ritter von Buch, die Boos von Waldeck, die Braunshorner und die Grafen von Sponheim übergingen. Am 8. Oktober 1377 waren die Verhältnisse gefestigt Damals gehörte die Hälfte des Gerichts dem Erzstift Trier und je ein Viertel den Winneburg-Beilsteinern als Erben der Braunshorner und dem Grafen von Sponheim-Kreuznach als Rechtsnachfolger des Herrn der Niederburg zu Waldeck. Zum Beltheimer Gericht gehörten Beltheim, Buch, Burgen, Dommershausen, Eveshausen, Lahr, Lieg, Macken, Mörsdorf, Mörz, Petershausen, Sabershausen, Uhler und Zilshausen. Jeder der vierzehn Orte hatte bis zur Rechtsreform vom 3. April 1573 ein eigenes Heimgericht, das die Niedere Gerichtsbarkeit ausübte.
Die Vogtei Senheim umfasste nur die drei Orte Senheim, Senhals und Grenderich, deren pfalzgräfliche Rechte im 11. Jahrhundert an das Erzstift Köln übergegangen waren und an die Grafen von Kessel beziehungsweise die Herren von Braunshorn verlehnt wurden. Anfang des 14. Jahrhunderts trugen die Braunshorner und die Vögte von Senheim die Vogtei von den Grafen von Kleve zu Lehen. 1347 kauften sich die Sponheimer nicht ganz legal in die Vogtei Senheim ein und 1375 besaß auch Kurtrier Rechte darin. Beide teilten sich ab dann die Rechte, wobei die Herren von Winneburg-Beilstein ein Lösungsrecht am trierischen Anteil hatten.
Auch in dem Strimmiger Gericht, bestehend aus den Orten Altstrimmig, Mittelstrimmig, Liesenich und Briedern hatte die Gerichtshoheit im 11. und 12. Jahrhundert noch in Händen der Pfalzgrafen bei Rhein gelegen, während Kurköln dort zumindest teilweise die Vogtei innehatte. Von den Grafen von Saffenberg als Vögte der Kölner Domkirche gelangte dieser Teil über die Grafschaft Sayn 1248 an die Vordere Grafschaft Sponheim und wurde zusammen mit der halben Vogtei Senheim an die Herren von Ehrenberg verlehnt. Sie waren gemeinsam mit den Braunshornern Vögte der Vogtei Strimmig. Auch die Markgrafen von Jülich hatten Rechte zu Strimmig, die sie 1352 an Erzbischof Balduin von Trier vertauschten. Am Ende des 14. Jahrhunderts hatten das Erzstift Trier als Lehnsherr und die Vordere Grafschaft Sponheim sowie die Herrschaft Winneburg-Beilstein als Vögte Anteil an dem Strimmiger Gericht.

## Gerichtstage
Die drei Untergerichte des Dreiherrischen traten am zweiten Montag nach dem ersten Mai in Senheim, Beltheim und (Mittel?)strimmig zusammen. In Beltheim trafen sich zu diesem Zweck die drei Vögte der drei Gerichtsherren und die vierzehn Schöffen der Dörfer des Beltheimer Gerichts, nebst Geschworenen. Der Schreiber las einen umfangreichen Fragenkatalog vor, worauf sich die einzelnen Gemeinden berieten und ihre Fälle vortrugen. Diese wurden in ein Protokoll aufgenommen und dem Großen Dreiherrengericht am ersten Montag nach Bartholomäus (24. August) vorgetragen. Dieser Gerichtstag fand abwechselnd in den drei Gerichtsorten statt. Dort trafen sich die drei Amtsleute, um an drei Tagen Recht in Angelegenheiten eines ganzen Jahres zu sprechen. Dabei konnte es vorkommen, dass sie am ersten Tag mittags anreisten, gut speisten und erst am nächsten Tag mit den Verhandlungen begannen. In besonders wichtigen Fällen konnten aber auch zusätzliche Gerichtstage einberufen werden.

## Teilung
In Verträgen vom 15. Dezember 1780 und vom 30. Dezember 1784 einigten sich die Kondominialherren nach zähen Verhandlungen auf die Teilung des Dreiherrischen Gebietes. Kurtrier erhielt die Vogtei Senheim, und aus dem Beltheimer Gericht die Orte Beltheim, Burgen, Lahr, Lieg, Sabershausen, Zilshausen und Petershausen. Buch, Mörsdorf, Mörz und Uhler fielen an Pfalz-Zweibrücken und Dommershausen, Eveshausen und Macken sowie die Vogtei Strimmig an Metternich-Winneburg-Beilstein.
Als Sonderregelung für das Beltheimer Gericht blieb der teils auf Uhler Bann gelegene Baldenecker Burgfriede bei Trier. Außerdem fiel der an Uhler grenzende und zwischen Beltheim und Uhler strittige, etwa 269 Hektar große Distrikt Löhe oder Löhr zu zweifünftel an das Amt Kastellaun und zu dreifünftel an das Beltheimer Gericht.
Über die den Abschluss der Teilung bildenden Huldigungen im August 1783 durch drei aufwändige Zeremonien mit Volksfestcharakter in Zell (18. August 1783), Kastellaun (21. August 1783) und Beltheim (26. August 1783) hat der damalige Engelporter Prior Dionysius Schüppen, der an der Veranstaltung in Kastellaun teilgenommen hatte, einen beeindruckenden Augenzeugenbericht überliefert. Die Bürger und Junggesellen der Ortschaften Uhler, Buch, Mörz und Mörsdorf sammelten sich bei Kastellaun und zogen unter Musikbegleitung um das Amtshaus und dann zum Rathaus. Auf einem dort aufgebauten Podest befanden sich die dreiherrischen Kommissare und einige Honoratioren. Nachdem die Namen der Bürger und Junggesellen verlesen und die Abwesenden notiert worden waren, verlasen die drei Regierungsvertreter Gedenkschriften (Memoriale) bezüglich der Teilungsvereinbarung. Dann bekräftigten die Gemeinden die Anerkennung Zweibrückens als Obrigkeit durch Ablegung des körperlichen Eids per Handschlag mit den Regierungsvertretern und anschließend durch Ausstrecken von zwei Fingern und dem Nachsprechen einer Eidesformel. Daraufhin riefen die Gemeinden vivat, die dreiherrschaftlichen Kommissare umarmten sich und es wurde mit Musik gefeiert bis ein Kommissar die Gemeinden ermahnte, sie solten sich nun wohl aufführen, und als gehorsame Unterthanen betragen.
Der Prior war in höchstem Maße beeindruckt, weil ein solches Tractament gehalten worden, desgleichen ich nie gesehen. Unter der Tafel wurden die Gesundheiten stehend getrunken 1) Von Chur-Trier, Zweÿbrükken, Metternich, demnächst alle hohen Agnaten von Zweÿbrücken, demnächst das hochwürdige Dhom-Capitul, worunter allemahl gefeiert, und Musik gemacht wurde. In Kastellaun waren 101 Gäste und in Zell 105 ohne die musicalischen Bedienten, und Köch welche damahls auch beköstiget wurden. Auch in Beltheim nahm der Prior teil und konstatierte, dass sich dort etwa 30 Gäste mehr eingefunden hatten als eingeladen waren, weshalb wegen dem Essen Confusion geschehen.